# Virginia City (Texas)
Pour les articles homonymes, voir Virginia City.
Virginia City est une ancienne localité et dorénavant une ville fantôme, qui était située au sud-ouest de Muleshoe, dans le comté de Bailey, au Texas, aux États-Unis. La ville est fondée le 13 mars 1909 par Matthew C. Vaughn et Samuel D. McCloud et baptisée en mémoire de la femme d'un propriétaire foncier. 
Le site d'origine prévoyait un terrain réservé pour un palais de justice et d'autres pour des écoles, des églises et un parc. La même année, une société foncière de l'Iowa achète le site et propose à la vente des terrains. Un hôtel y est construit pour accueillir les visiteurs et plusieurs magasins sont ouverts. Le ballast pour une voie ferrée est préparé à travers la ville, bien que la question de savoir si la construction de celle-ci est réelle ou s'il s'agit simplement d'une ruse spéculative. Le projet ayant échoué, la ville est abandonnée en 1913. En 2013, la ville célèbre son centenaire d'abandon.

### Source de la traduction
- (en) Cet article est partiellement ou en totalité issu de l’article de Wikipédia en anglais intitulé « Virginia City, Texas » (voir la liste des auteurs).